# 圣斯德望堂 (卡普里)

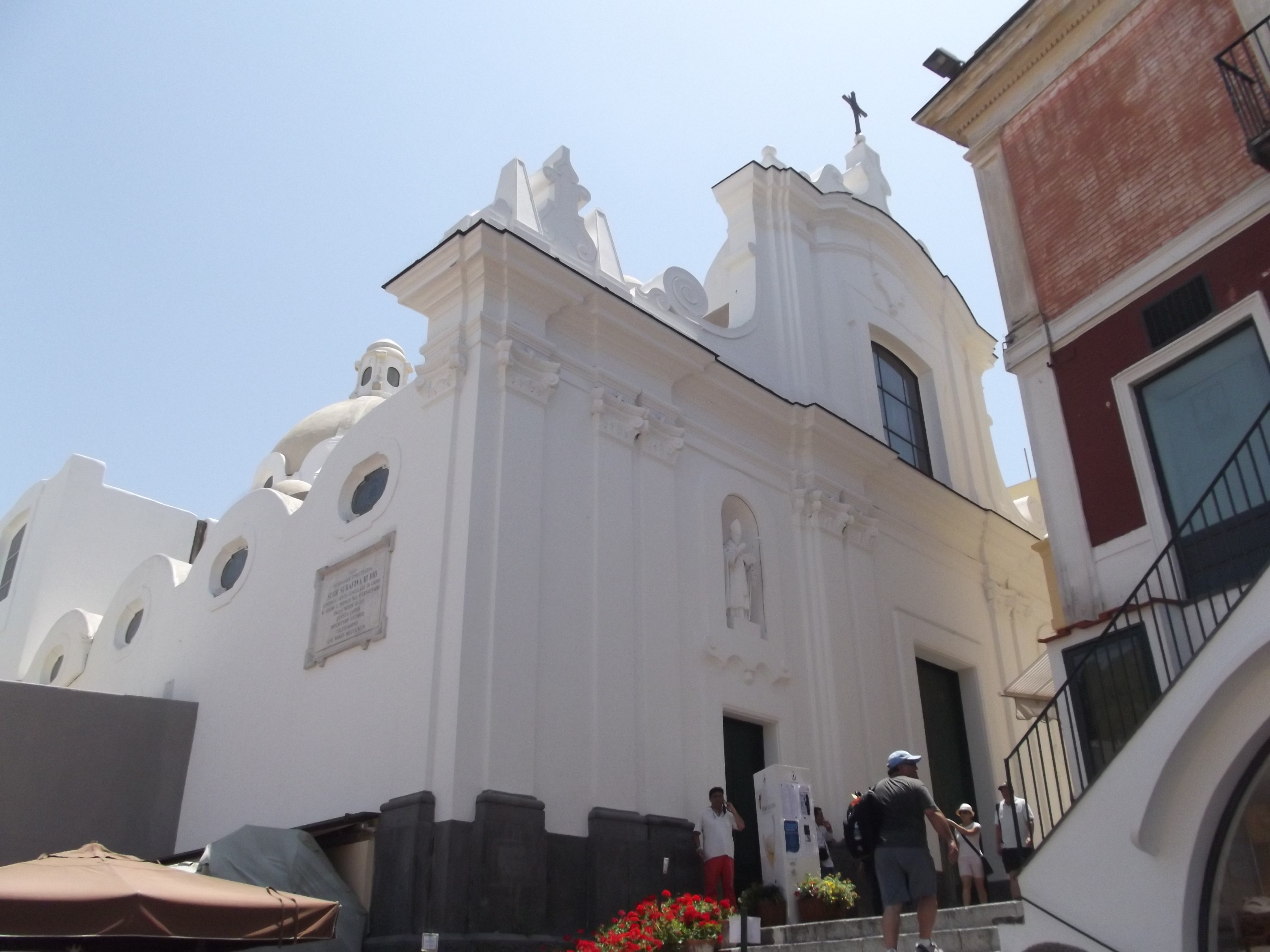
圣斯德望堂

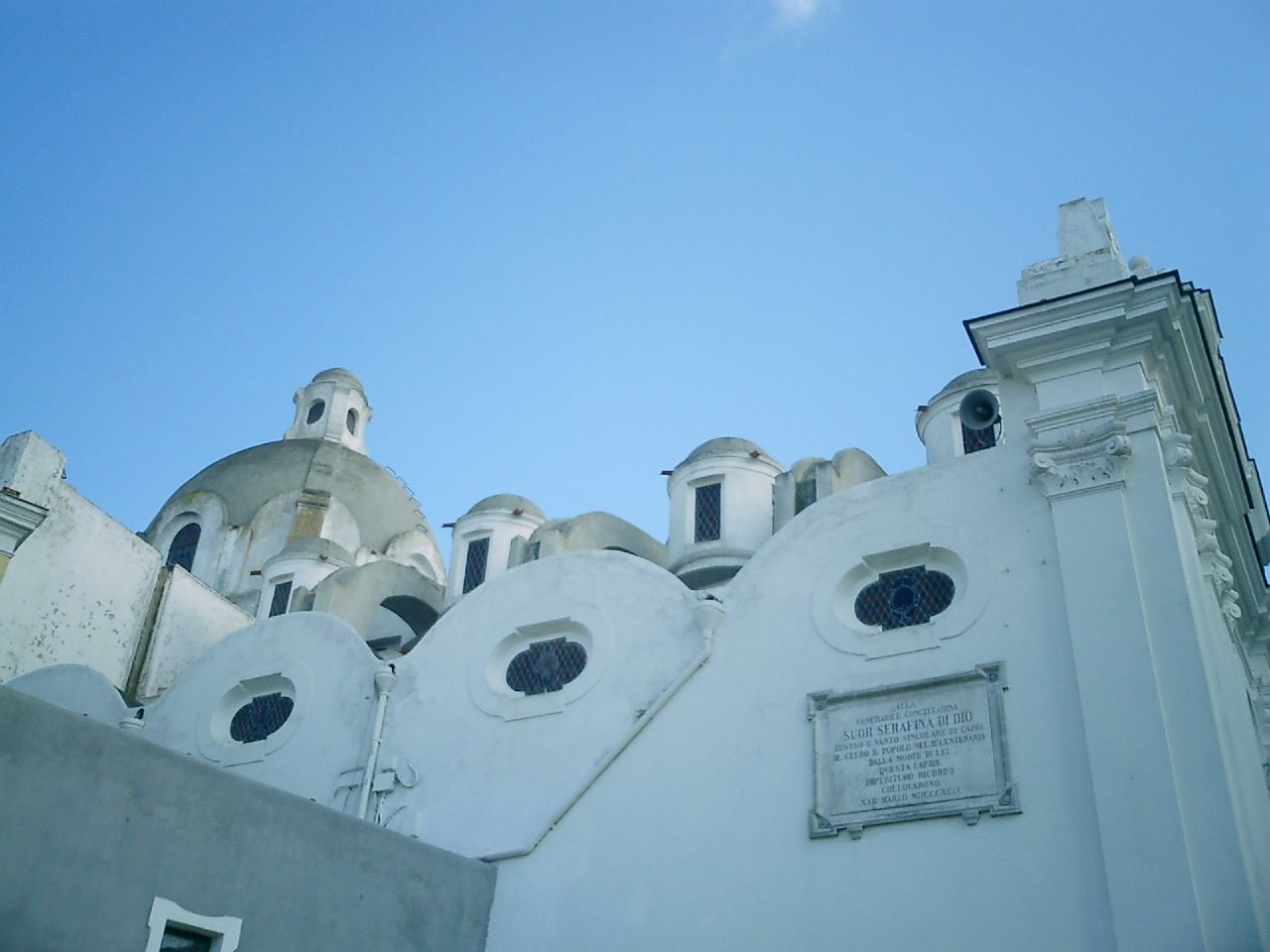
圣斯德望堂

圣斯德望堂（Chiesa di Santo Stefano）是一座天主堂和曾经的主教座堂，位于意大利南部的卡普里岛，供奉圣斯德望，巴洛克建筑，是卡普里镇主要的彌撒场所。 环绕翁贝托一世广场的宗教建筑群建于17世纪，仅存的部分包括钟楼和总主教府（现在是市政厅）。圣斯德望堂建于1688-1697年，和圣公斯当休堂是岛上最古老的两座教堂。